# Historias (álbum de La Beriso)
Historias es el quinto álbum de estudio del grupo musical de Argentina La Beriso. Fue lanzado a la venta el día 7 de octubre de 2014, bajo el sello discográfico Sony Music Argentina. Rápidamente se convirtió en el álbum de estudio más exitoso del grupo.
Como parte de la promoción, el 27 de agosto de 2014 se lanzó «No me olvides», el primer sencillo del álbum. El 11 de diciembre de 2014 se lanzó «Madrugada», segundo sencillo del álbum, que cuenta con la participación de Néstor Ramljak y Martín Mortola del grupo Nonpalidece. Fue grabado en un concierto que ambos grupos dieron en Gualeguaychú el 31 de octubre de 2014. El tercer sencillo, «Traicionero», fue lanzado el 7 de agosto de 2015. Finalmente, el 18 de diciembre de 2015 lanzan el último sencillo del álbum titulado «Ella».

## Sencillos
El primer sencillo del álbum, «No me olvides», fue lanzado el 27 de agosto de 2014 a través de descarga digital y streaming. El mismo día se estrenó el video musical a través de su cuenta en Vevo.
El 11 de diciembre de 2014 se lanzó «Madrugada», segundo sencillo del álbum, que cuenta con la participación de Néstor Ramljak y Martín Mortola del grupo Nonpalidece. Durante una entrevista, Rolo Sartorio, comentó que la posibilidad de grabar con Néstor Ramljak de Nonpalidece surgió debido a que el mánager del grupo «los conocía ya hace un tiempo. Queríamos hacer algo de reggae y la idea fue preguntarles a ellos por dónde podíamos encarar un estilo que nunca tocamos. A Néstor le gustó mucho la canción y ahí se dio que aporte su voz». Fue grabado en un concierto que ambos grupos dieron en Gualeguaychú el 31 de octubre de 2014.
El 7 de agosto de 2015 se lanzó el tercer sencillo del álbum, titulado «Traicionero». El video musical fue grabado en distintos lugares del país (Argentina) y fue dirigido por Diego Salpurido. El video musical fue filmado en blanco y negro y acompaña a la banda por los distintos conciertos y mostrando el detrás de escena.
Finalmente, el 18 de diciembre de 2015 lanzan el último sencillo del álbum titulado «Ella». El video musical muestra el apoyo de la banda a la campaña y protesta Ni una menos, en contra de la violencia contra la mujer en Argentina.

## Gira
Como promoción se dio inicio a la gira promocional. Se presentaron en importantes festivales como Ciudad del Rock y el Cosquín Rock en febrero de 2014 y 2015.
El 16 de mayo de 2015 presentaron el disco en el Estadio Malvinas Argentinas al aire libre, ante 15.000 personas. En octubre de 2015 realizaron una gira por el país, recorriendo varias provincias como Santa Fe, Mendoza, Tucumán, Salta y todo el sur argentino. Despidieron el año el 12 de diciembre de 2015 en el Estadio Único de la Plata, siendo este el show más grande de la historia de La Beriso hasta ese momento, al cual concurrieron más de 40.000 personas. Donde se realizó la grabación del DVD del álbum.
Finalmente, el 19 de diciembre de 2015 se presentaron por primera vez en Chile, saliendo por segunda vez de la Argentina.

## Lista de canciones
- Edición estándar

| Historias |                   |          |  |
| N.º       | Título            | Duración |  |
| 1.        | «No me olvides»   | 3:25     |  |
| 2.        | «Ella»            | 4:34     |  |
| 3.        | «Te burlaste»     | 3:29     |  |
| 4.        | «Madrugada»       | 4:41     |  |
| 5.        | «Traicionero»     | 4:59     |  |
| 6.        | «Otra noche más»  | 4:16     |  |
| 7.        | «Dónde terminaré» | 3:20     |  |
| 8.        | «Mañana»          | 3:57     |  |
| 9.        | «Recuerdos»       | 3:52     |  |
| 10.       | «Como olvidarme»  | 4:48     |  |
| 11.       | «Enloquecer»      | 3:58     |  |
| 12.       | «Resistir»        | 4:10     |  |
| 13.       | «Amargo dolor»    | 3:13     |  |
| 14.       | «Mi destino»      | 3:18     |  |
| 53:20     |                   |          |  |

## Posicionamiento y certificación

### Mensuales
| País      | Compañía | Lista           | Mejor posición |
| 2014      | 2014     | 2014            | 2014           |
| --------- | -------- | --------------- | -------------- |
| Argentina | CAPIF    | Ranking mensual | 5              |

### Certificación
| País      | Organismo certificador | Certificación | Ventas certificadas | Ref.                 |
| --------- | ---------------------- | ------------- | ------------------- | -------------------- |
| Argentina | CAPIF                  | Oro           | 20 000              | [ 25 ] [ 26 ] [ 27 ] |